# Dieselgate

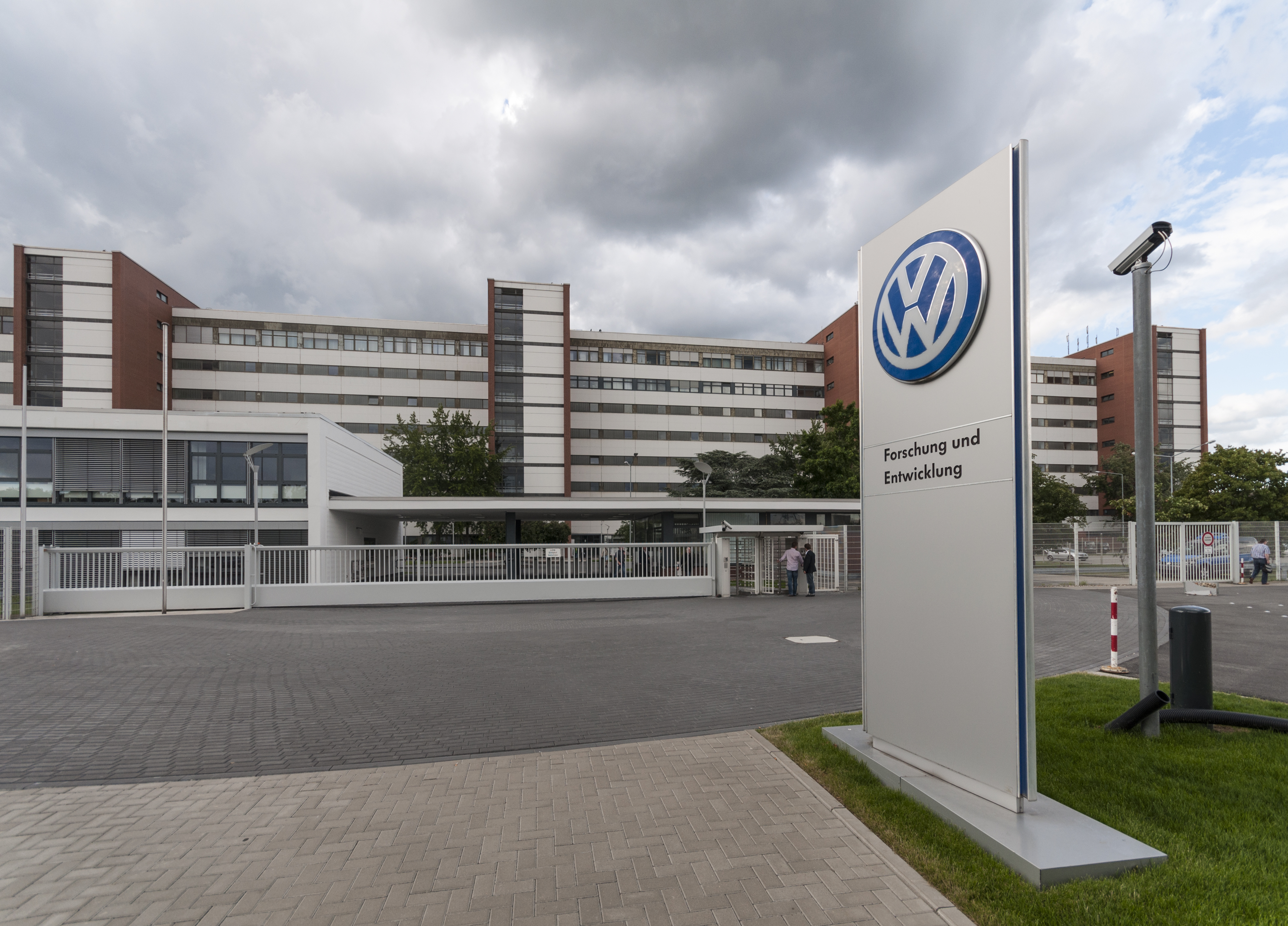
Budova firmy Volkswagen ve Wolfsburgu

Emisní skandál automobilky Volkswagen, nazývaný také Dieselgate, vypukl v září 2015 poté, co americká Agentura pro životní prostředí (US EPA) zveřejnila informaci o tom, že německá automobilka Volkswagen vybavila své automobily s dieselovými motory TDI softwarem, který rozpoznával, že motor pracuje v režimu odpovídajícím požadavkům laboratorních testů výfukových plynů a změnou nastavení motoru dočasně snižoval množství vznikajících oxidů dusíku (NOx), aby její vozy splnily zákonný limit.
V listopadu 2015 následně němečtí prokurátoři začali vyšetřovat podezření z daňových úniků spojených s emisním skandálem automobilky. Vyšetřování se týkalo nesprávných údajů o emisích oxidu uhličitého, které jsou důležitým kritériem při výpočtu daně u motorových vozidel.
V únoru 2016 bylo oznámeno, že Volkswagen nezveřejní své hospodářské výsledky za minulý rok v březnu, jak bylo plánováno, a to v důsledku nevyřešených otázek týkajících se emisního skandálu. Ve druhé polovině dubna 2016 měla firma zveřejnit výsledky svého interního vyšetřování skandálu.
Volkswagen kvůli instalaci podvodného software čelil žalobám v několika zemích. V březnu 2017 oficiálně přiznal vinu ve věci falšování emisních testů. V rámci dohody o urovnání skandálu měl zaplatit 4,3 miliardy dolarů a provést rozsáhlé reformy.
V červenci 2017 americká vláda obvinila Giovanni Pamia, bývalého manažera Audi, že nařídil zaměstnancům vytvořit software umožňující falšování emisních testů. Ukázalo se však, že i ostatní výrobci podváděli.

## Chronologie
- Dne 18. září 2015 americká Agentura pro ochranu životního prostředí (US EPA) zveřejnila informaci, že německý výrobce automobilů Volkswagen Group porušil americký zákon o ochraně ovzduší tím, že přeplňované dieselové motory TDI vybavil softwarem, který falšoval výsledky testů emisí oxidů dusíku, a nařídila svolání několika stovek tisíc automobilů z let 2009 až 2015.[6] Jednalo se o vozy Volkswagen Jetta, Jetta SportWagen, Volkswagen Beetle, Audi A3, Volkswagen Golf a Volkswagen Passat.[7]
- Dne 22. září 2015 se prezident americké pobočky Volkswagenu Michael Horn za chování firmy veřejnosti omluvil. Firma uvedla, že tento vadný motor obsahuje 11 miliónů aut značky Volkswagen. Akcie společnosti se po tomto oznámení strmě propadly.[8]
- Dne 23. září 2015 po jednání předsednictva dozorčí rady rezignoval šéf koncernu Martin Winterkorn, ačkoli ještě den před tím rezignaci odmítal. Akcie firmy za několik dní klesly o celou třetinu.[9]
- Dne 24. září 2015 německý ministr dopravy Alexander Dobrindt uvedl, že automobilka manipulovala s emisními měřeními u naftových vozů nejen v USA, ale také v Evropě.[10]
- Dne 21. října 2015 automobilka Volkswagen oznámila, že zastavila kvůli emisnímu skandálu prodej nových vozů s typem motoru typu EA 189, který umožňuje manipulaci emisních testů.[11]
- Dne 2. listopadu 2015 americký Úřad pro ochranu životního prostředí oznámil, že rozšířil vyšetřování koncernu Volkswagen též na automobily z modelových let 2014 až 2016 s šestiválcovými naftovými motory o objemu tři litry. Mělo se týkat asi 10 tisíc vozů Volkswagen Touareg z modelového roku 2014, Porsche Cayenne z modelového roku 2015 a Audi A6 Quattro, Audi A7 Quattro, Audi A8 a Audi Q5 z modelového roku 2016.[12]
- Dne 4. listopadu 2015 Volkswagen pozastavil na americkém a kanadském trhu prodej modelů VW a Audi s šestiválcovými naftovými motory o objemu tří litrů, na něž EPA rozšířila vyšetřování kvůli nesrovnalostem s emisemi oxidů dusíku.[13]
- Dne 6. listopadu 2015 automobilka Volkswagen přiznala, že její luxusní naftové automobily prodávané v Evropě jsou vybaveny stejným softwarem, který byl podle amerických úřadů využíván k falšování emisních testů v USA. Jde o sedm modelů značek VW, Audi a Porsche z modelových let 2014 až 2016.[14]
- Dne 9. listopadu 2015 mezinárodní ratingová agentura Fitch Ratings snížila hodnocení úvěrové spolehlivosti skupiny Volkswagen a varovala před jeho dalším zhoršením. Podobný krok podnikla také agentura Moody's Investors Service.[15]
- Dne 4. ledna 2016 americké federální ministerstvo spravedlnosti podalo na Volkswagen civilní žalobu pro porušování zákona o ochraně ovzduší kvůli podvodům při měření emisí oxidů dusíku. Žalobu ministerstvo podalo u soudu v Detroitu a poté se mělo její projednávání přesunout do severní Kalifornie.[16]
- Dne 5. ledna 2016 cena akcií Volkswagenu na německé burze v reakci na žalobu amerického ministerstva spravedlnosti propadla o více než čtyři procenta.[17]
- Dne 28. ledna 2016 v Německu první vozy zamířily do servisů na opravu softwaru falšujícího výsledky měření emisí. Jako první byly svolávány modely Passat a Amarok.[18]
- V únoru 2018 německá prokuratura prohledala sídlo firmy Audi v souvislosti s vyšetřováním manipulací s emisními testy naftových motorů týkajících se asi 210 tisíc vozidel.[19]

## Dopady

### Česká republika
Škoda Auto namontovala dieselové motory EA 189 se sporným softwarem do zhruba 1,1 milionů vozů značky Škoda. V roce 2015 vytvořila rezervu ve výši 3,2 miliardy korun na budoucí servisní prohlídky spojené s aktualizací softwaru a další náklady. V září 2017 oznámila Škoda Auto záměr nabízet chystané modernizované verze vozů Fabia a Rapid pouze se zážehovými motory.

### Španělsko
Španělský ministr průmyslu, energetiky a cestovního ruchu José Manuel Soria uvedl, že vláda bude po automobilce Seat požadovat vrácení části dotací, které firma získala z programu na podporu vozů šetrnějších k životnímu prostředí. V říjnu 2015 zahájil španělský Národní soud vyšetřování Volkswagenu v reakci na prohlášení veřejného žalobce, že se firma mohla dopustit podvodu při získávání dotací a trestných činů souvisejících s životním prostředím. Soud požadoval, aby před něj nejpozději 10. listopadu předstoupili zástupci podniku.

### USA

#### Hrozící pokuta
Podle US EPA hrozila automobilce pokuta za porušování zákona o ovzduší až 37 tisíc dolarů za každé vozidlo vybavené zařízením pro falšovaní emisních testů, což dohromady mohlo být i více než 18 miliard dolarů.

#### Žaloby
Na firmu Volkswagen byla v USA podána řada hromadných žalob, podle německého listu Süddeutsche Zeitung byl mezi žalobci i jeden z prodejců vozů Volkswagen.

##### Texas
Počátkem října stát Texas podal žalobu na americkou divizi koncernu, ve které ho vinil z porušení zákonů o ochraně spotřebitele a norem o čistotě ovzduší.

##### New Jersey
V únoru 2016 zažaloval automobilku Volkswagen i její divize Audi a Porsche stát New Jersey, přičemž generální prokurátor vinil automobilku z klamání spotřebitelů a z porušování zákonů o čistotě ovzduší.

#### Vyšetřování dodavatelské firmy Bosch
V listopadu 2015 byla publikována informace, že vyšetřovatelé amerického ministerstva spravedlnosti zkoumají roli firmy Robert Bosch, který je dodavatelem důležitých součástek koncernu Volkswagen, při falšování emisních testů, zda firma o manipulaci s testy věděla nebo zda se na nich podílela. Už v září však německý list Bild am Sonntag uvedl s odvoláním na interní vyšetřování Volkswagenu, že automobilka v roce 2007 obdržela dopis od dodavatelské firmy Bosch, ve kterém upozorňovala, že software dodaný automobilce není určen pro běžný provoz automobilů a varovala před možným nezákonným využíváním tohoto softwaru.

### Velká Británie
V říjnu 2015 v reakci na skandál prodeje vozů koncernu v Británie poklesly, a to konkrétně prodej vozů značek Volkswagen o 9,8 %, Škoda o 3 % a Seat o 32,2 %.

## Reakce

### Česká republika
Ministr dopravy Dan Ťok uvedl, že v Česku bylo prodáno asi 148 tisíc automobilů koncernu Volkswagen vybavených motory, které umožňují falšování emisních testů, 101 tisíc z nich jsou vozy značky Škoda, 38 tisíc Volkswagenů, 7 tisíc vozů Audi a 1800 Seatů. Ministerstvo dopravy zadalo emisní testy vozů Škoda s dieselovými motory plnícími současnou normu Euro 6 a vozidla s podvodným softwarem plnícím Euro 5. Měření provede Tüv Süd v Roztokách u Prahy na základě smlouvy s ministerstvem. Celkem má jít o 3 až 4 vozy. V Česku také vznikla iniciativa Safe Diesel, která chystá žalobu na Škodu a Volkswagen. Zatím bezúspěšně. Firma Safe Diesel zažalovala v této kauze i ministerstvo dopravy.

### Evropská investiční banka
Šéf Evropské investiční banky Werner Hoyer v lednu 2016 uvedl, že důsledku emisního skandálu pozastavila banka poskytování úvěrů koncernu Volkswagen a dodal, že EIB zkoumá, zda Volkswagen peníze z dřívějších půjček nepoužil v souvislosti s falšováním údajů o emisích.

### Evropský parlament
Poslanci Evropského parlamentu schválili 17. prosince 2015 vytvoření vyšetřovacího výboru, který se měl zabývat možnými pochybeními ze strany Evropské komise a národních dozorových orgánů. Měl fungovat jeden rok a informovat majitele automobilů o tom, jak tato situace mohla vzniknout. Členkami byly také české europoslankyně Olga Sehnalová, Kateřina Konečná a Dita Charanzová.

### Evropský úřad pro boj proti podvodům
Evropský úřad pro boj proti podvodům (OLAF) zahájil vyšetřování, zda automobilka nezískala neoprávněně úvěry od Evropské investiční banky (EIB) a zda peníze určené na vývoj a výzkum nepoužila k jiným účelům. EIB od roku 1990 poskytla Volkswagenu výhodné půjčky v objemu 4,6 miliardy eur a firma je měla využít mimo jiné k financování vývoje motorů šetrných k životnímu prostředí.

### Francie
Pařížská prokuratura vyšetřovala podezření z podvodu s přitěžujícími okolnostmi a bylo podáno i několik žalob. Podle francouzské divize firmy se zde skandál dotýkal asi milionu automobilů značek Volkswagen, Audi, Škoda a SEAT. 16. října 2015 francouzské úřady prohledaly ústředí francouzské pobočky firmy Volkswagen v rámci vyšetřování manipulací s emisemi.

### Itálie
Italský antimonopolní úřad zahájil počátkem října vyšetřování pro možné nepoctivé obchodní praktiky Volkswagenu. Automobilka oznámila, že do servisů svolá auta se zařízením umožňujícím podvádět při testech emisí, kterých v Itálii prodala asi 650 tisíc.

### Jižní Korea
Jihokorejská vláda oznámila, že překontroluje emise vozů VW a Audi s naftovým motorem. Kontrola se týkala 4 až 5 tisíc vozů značek Volkswagen Jetta, Volkswagen Golf a Audi A3 vyrobených v letech 2014 a 2015.
V listopadu Jižní Korea vyměřila firmě Volkswagen pokutu 14,1 miliardy wonů (313 milionů Kč) za manipulace s emisními testy a nařídila svolat k úpravě 125 522 vozů, které falšování údajů o emisích umožňovaly. Jihokorejské ministerstvo životního prostředí oznámilo, že bude zkoumat dalších asi 30 tisíc automobilů koncernu, u kterých zatím nemělo důkazy o podvádění s emisemi.
V lednu 2016 oznámilo jihokorejské ministerstvo životního prostředí, že chce zažalovat šéfa jihokorejských aktivit Volkswagenu Johannese Thammera, neboť plán firmy na svolání a úpravu automobilů, které falšují emise, neodpovídá zákonným požadavkům.

### Německo
Ministr hospodářství německé spolkové země Dolní Sasko a člen dozorčí rady Volkswagenu Olaf Lies uvedl, že pracovníci Volkswagenu stojící za falšováním údajů o emisích postupovali zločinně a musejí přijmout osobní zodpovědnost. Německá prokuratura zahájila vyšetřování pro podezření z podvodu při prodeji vozů, které falšovaly údaje o emisích. Podle agentury AP německé soudy mohou za podvod vyměřit až desetiletý trest odnětí svobody.
Německý úřad pro dohled nad automobilovým trhem v polovině října 2015 nařídil povinnou opravu všech 2,4 milionu skandálem dotčených vozů s naftovým motorem. Větší technické úpravy mělo vyžadovat 540 tisíc vozidel.
Nevládní ekologická organizace Deutsche Umwelthilfe počátkem listopadu 2015 uvedla, že kvůli nesrovnalostem v údajích o emisích oxidu uhličitého zřejmě Německo v roce 2015 přijde na daních o 1,8 miliardy eur. Vyšší emise totiž naznačují vyšší spotřebu paliva, na základě které se v Německu vypočítává výše daně z vlastnictví automobilu.
Německý úřad pro motorová vozidla 11. listopadu 2015 oznámil, že testuje přes 50 různých automobilů více než 20 značek pro možné manipulace s emisemi naftových motorů. Úřad uvedl, že pro výběr testovaných modelů využil "ověřené informace třetích stran o podezřelých emisích škodlivin".
V červnu 2017 německá prokuratura vyměřila koncernu pokutu ve výši miliardy eur (téměř 26 miliard Kč). Firma pokutu přijala a přiznala se tak ke své zodpovědnosti.
Testy emisí v reálném provozu však ukázaly, že auta limity splňují.[zdroj?] Proto takzvané Diesellüge (naftové klamání), kdy se například zakázal vjezd dieselových aut do center měst, se ukázalo jako přehnaná reakce.[zdroj?]

### Norsko
Finanční sekce norské policie vyšetřovala, zda byl spáchán v Norsku zločin a jestli měl podvod Volkswagenu nějaký dopad na modely aut dovezených do Norska.

### Švédsko
Švédské státní zastupitelství v lednu 2016 uvedlo, že zahájilo předběžné vyšetřování manipulace s emisemi automobilky Volkswagen, přičemž se zaměřilo na podezření ze závažného podvodu a z podávání nepravdivých údajů.

### Švýcarsko
Švýcarské úřady dočasně zastavily prodej některých aut koncernu Volskwagen s motory v kategorii Euro 5. Podle švýcarského silničního úřadu se opatření mělo týkat asi 180 tisíc vozů.

## Interní vyšetřování
Automobilový koncern Volkswagen si najal poradenskou společnost Deloitte a americkou právnickou firmu Jones Day, aby provedly interní vyšetřování instalace podvodného software, který měnil u naftových aut nastavení motoru tak, aby vůz během testování vykazoval nižší emise. Podle německého list Süddeutsche Zeitung firma slíbila zaměstnancům, že je nepropustí, pokud poskytnou informace o okolnostech podvodů při měření emisí.
V lednu 2016 stejný deník informoval, že podle interního vyšetřování už v listopadu 2006 větší skupina pracovníků z oddělení vývoje motorů jednala o použití softwaru pro manipulaci testů emisí.